# Montfiquet
Montfiquet település Franciaországban, Calvados megyében. Lakosainak száma 85 fő (2022. január 1.). Montfiquet Balleroy-sur-Drôme, La Bazoque, Litteau, Le Molay-Littry, Le Tronquay, Bérigny, Cerisy-la-Forêt, Vaubadon és Balleroy községekkel határos.

## Népesség
A település népességének változása:
| Lakosok száma | 95   | 80   | 87   | 96   | 89   | 102  | 106  | 95   | 90   | 85   |
|               | 1968 | 1982 | 1990 | 2006 | 2013 | 2015 | 2017 | 2019 | 2020 | 2022 |